# Metteniusa cundinamarcensis
Metteniusa cundinamarcensis är en tvåhjärtbladig växtart som beskrevs av G. Lozano-c. Metteniusa cundinamarcensis ingår i släktet Metteniusa och familjen Metteniusaceae. Inga underarter finns listade.